# Jan Jeřábek (politik)
Jan Jeřábek (20. září 1831 Praha – 14. září 1894 Praha), byl český právník a politik, v 2. polovině 19. století poslanec Českého zemského sněmu a Říšské rady.

## Biografie
Narodil se v Praze, pod Vyšehradem. V Praze vystudoval gymnázium a práva na Karlo-Ferdinandově univerzitě. Roku 1858 získal titul doktora práv. Profesí byl právníkem, působil jako soudce, pak jako advokát. Od 60. let byl rovněž aktivním publicistou. Roku 1861 spoluzakládal s Rudolfem Thurn-Taxisem časopis Právník. V letech 1872–1885 byl členem redakce listu Pokrok a přispíval do Národních listů. Působil jako publicista a zastával funkci intendanta Národního divadla (do této funkce se dostal v 2. polovině 80. let po rezignaci Jakuba Škardy, byl potom pravidelným návštěvníkem všech zdejších nových představení). Zastával rovněž dlouhodobě funkci místopředseda správní rady a ředitele banky Slavie.
V 60. letech 19. století se zapojil i do zemské i celostátní politiky. Roku 1864 byl zvolen poslancem na Český zemský sněm za kurii venkovských obcí (obvod Votice – Sedlčany). V řádných zemských volbách v Čechách v lednu 1867 byl pak zvolen na Český zemský sněm v kurii venkovských obcí (volební obvod Nový Bydžov – Chlumec). Mandát obhájil za týž obvod i v krátce poté konaných zemských volbách v březnu 1867.
V srpnu 1868 patřil mezi 81 signatářů státoprávní deklarace českých poslanců, v níž česká politická reprezentace odmítla centralistické směřování státu a hájila české státní právo. Čeští poslanci tehdy na protest praktikovali politiku pasivní rezistence, kdy bojkotovali práci zemského sněmu, byli za neomluvenou absenci zbavováni mandátů a pak opětovně manifestačně voleni. Jeřábek takto byl zbaven mandátu pro absenci v září 1868 a zvolen znovu v doplňovacích volbách v září 1869. Za Nový Bydžov a Chlumec byl do zemského sněmu zvolen i v řádných volbách v roce 1870 a volbách roku 1872. Následovala opět série zbavení mandátu a opětovněho zvolení. Takto uspěl v doplňovacích volbách v říjnu 1873, doplňovacích volbách v červenci 1874, na jaře 1875, v únoru 1876 a dubnu 1877. Za svůj obvod byl zvolen i v řádných volbách roku 1878 a volbách roku 1883. V zemských volbách roku 1889 do sněmu usedl za kurii venkovských obcí (obvod Jindřichův Hradec – Nová Bystřice – Třeboň). V jiném zdroji je ale uváděno, že před smrtí na sněmu zasedal v kurii velkostatkářské. Konkrétně mělo jít o skupinu nesvěřeneckých velkostatků. V obsáhlém nekrologu v deníku Národní politika ovšem toto není zmíněno.
Po smrti barona Pfeilla se stal i členem zemského výboru, kde měl na starosti referát osobního a zemského hospodářství. V této funkci také zasedal ve výkonném výboru pro pořádání Jubilejní zemské výstavy v Praze roku 1891. Politicky patřil po celý život mezi stoupence Národní strany (staročeské).
Po jistou dobu také zasedal (i když jen formálně) i v Říšské radě (celostátní zákonodárný sbor), kam byl zvolen v prvních přímých volbách do Říšské rady roku 1873, kdy získal mandát poslance za kurii venkovských obcí, obvod Hradec Králové, Jaroměř, Nové Město atd. Z politických důvodů se ale nedostavil do sněmovny, čímž byl jeho mandát i přes opakované zvolení prohlášen za zaniklý.
Zemřel náhle (ale po delší chorobě, trpěl onemocněním ledvin) na mrtvici v září 1894.